# Tin Kolumbić
Tin Kolumbić (Sveta Nedjelja na Hvaru, 11. srpnja 1936.) hrvatski pjesnik, pripovjedač i dječji pisac.

## Životopis
Nakon osnovnog obrazovanja na Hvaru, klasičnu gimnaziju završava na Bolu, a višu pedagošku u Mostaru. U Požegi radi kao nastavnik do 1989. a nakon toga na Hvaru.
Piše i pjesme hrvatskog domoljubnog sadržaja (Vukovar; Utjeha hrvatskog mora; Dubrovnik; Dubrovnik ne može pasti)

## Djela
- Izgubljeno djetinjstvo (1966.)
- Ne jedite ove plodove ratnici (1966.)
- U ovome gradu (1966.)
- Na dlanu žrtvenika (1967.)
- U grču korijenja (1967.)
- Slobodan kao vrijeme (1968.)
- Živjeli mrtvi pijetli (1970.)
- San o bijeloj ptici (1976.)
- Balada o Jeleni ili Pjesme o ljubavi (1979.)
- Igramo se, zbirka igrokaza (1979.)
- Vratit ćemo snove, pjesme i scenske igre (1981.), ilustirala Dobrila Kolumbić
- U gradu svjetlosti (1983.)
- Otmica Helene (1988.)
- Priča o Sunčici (1989.)
- Sunčano zvono (1989.)
- Dobro more (1992.)
- U ime mira (1995.)
- Vonj murtele, duša matere (1996.)
- Priče iz Petrova uha (1998.)
- Izabrane pjesme (2001.)
- Fenomen hvarskog teatra - MDCXII-MMIV - fenomen hvarskog teatra najstarijeg komunalnog kazališta u Europi (s posebnim osvrtom na 1960-te) (2004.), (grafičko i likovno oblikovanje Ivo Vučetić)
- Sat ljubavi, zbirka igrokaza za djecu i mladež (2004.)
- Mir ljudima dobre volje, božićne pjesme i priče (2005.), (grafičko i likovno oblikovanje Ivo Vučetić)
- Bašćina u sarcu (2006.)
- Vukovarski memento - uz 15. obljetnicu stradanja Vukovara u spomen braniteljima i žrtvama (2006.)
- Ljubavni brevijar (2007.)
- Šutnja nije zlato (2010.)
- More mudra molitva (2012.)

Pisao je za časopis Hrvatsko slovo. Djela je objavio i u Forumu, Književnoj Rijeci, Ognjištu, Republici, 
Neke pjesme mu je uglazbio Jure Perdija, glazbeno aranžirao Stipica Kalogjera a izvela ih je klapa Dalmati (albumi Moja najljepša 1994., Ka' bi lipost tvoja, 2004.). Pjesme su mu uglazbili i Ljubo Stipišić, Vladimir Tomerlin
Djela su mu izašla u nekoliko zbornika i antologija:
- Harlekin i Krasuljica, antologija hrvatskoga dječjega igrokaza, prireditelja Jože Skoka, 1990.
- Lijet Ikara, antologija hrvatskog dječjeg pjesništva, prireditelja Jože Skoka, 1990.
- Nad zgarištima zvijezde: Hrvatska 1990. – 1992., prireditelja Dragutina Rosandića, 1993.
- Kazališni vrtuljak.  zbornik hrvatskih igrokaza za djecu. prirediteljice Zvjezdane Ladike iz 1997.
- Hrvatska uskrsna lirika - od Kranjčevića do danas, antologija, prireditelja Božidara Petrača, 2001.
- Pjesni Hvara - od Marulića do Šoljana, prireditelja Nikše Petrića, 2003.
- Priče i pjesme iz Domovinskog rata, prirediteljice Dubravke Težak, 2003.
- Naša velečasna maslina, prireditelja Mladena Vukovića. 2006.
- Krist u hrvatskom pjesništvu: od Jurja Šižgorića do naših dana, antologija hrvatske duhovne poezije prireditelja Vladimira Lončarevića, 2007.
- Čakavsko pjesništvo XX. stoljeća - tusculum antologija, prireditelja Milorada Stojevića, 2007.
- Antologija hrvatske dječje poezije, prireditelja Ive Zalara, 2007.
- Vedri Vidra - pjesme za 500. obljetnicu rođenja hrvatskog književnika Marina Držića Vidre (1508. – 1567.), prireditelja Mladen Vuković, 2008.
- Hrvatska se srcem brani, antologija hrvatske domoljubne poezije, prireditelja Mladena Pavkovića, 2008.
- Hvaljen budi, Gospodine moj: sveti Franjo u hrvatskom pjesništvu, prireditelja Vladimira Lončarevića, Božidara Petrača i Nevenke Videk, 2009.
- Vatrene ptice, odabrane priče iz Makove škrinje - Mali koncil - MAK 1966. – 2009., prirediteljice Sonje Tomić, 2010.
- Trenutak proze, hrvatska kratka priča, urednika Davora Uskokovića, 2010.
- zbornik pjesama sa Susreta planinara pjesnika u Slavonskom Brodu
- zbornik pjesama s Večeri hrvatske ljubavne poezije Vrazova Ljubica